# José Happart
José Happart (ur. 14 marca 1947 w Herstal) – belgijski i waloński polityk, rolnik i samorządowiec, deputowany do Parlamentu Europejskiego II, III i IV kadencji, przewodniczący Parlamentu Walońskiego.

## Życiorys
Z powodów rodzinnych w wieku 17 lat przerwał naukę celem podjęcia pracy na rodzinnej farmie. Działał w organizacji młodych rolników (Jeunes Alliances Paysannes), pełniąc m.in. funkcję wiceprzewodniczącego tego związku w Walonii. W 1982 został radnym miejskim we flamandzkim mieście Voeren z ramienia francuskojęzycznej listy Retour à Liège. W 1983 mianowany na urząd burmistrza. Został wkrótce odwołany z uwagi na nieznajomość języka niderlandzkiego, co doprowadziło do trwającego kilka lat sporu politycznego i prawnego. José Happart funkcjonował jako pierwszy zastępca burmistrza faktycznie wykonujący jego obowiązki. Od 1989 był natomiast pierwszym zastępcą burmistrza Voeren.
W latach 1984–1999 sprawował mandat posła do Parlamentu Europejskiego II, III i IV kadencji, reprezentując walońską Partię Socjalistyczną. Należał do grupy socjalistycznej. Był wiceprzewodniczącym Komisji ds. Petycji oraz Komisji ds. Rolnictwa i Rozwoju Wsi.
W 2001 wybrany na radnego miejskiego w Liège. W latach 1999–2004 zajmował stanowisko ministra rolnictwa i obszarów wiejskich w regionalnym rządzie walońskim. W kolejnej kadencji od 2004 do 2009 pełnił funkcję przewodniczącego Parlamentu Walońskiego.